# شوبا جاي
شوبا جاي (15 يوليو 1976 - 17 يوليو 2014) كانت رائدة أعمال وممثلة ماليزية حققت شهرة من خلال أدوارها في العديد من البرامج التلفزيونية. من هي أصل تاميلت ، قُتلت مع زوجها وابنتها في رحلة الخطوط الجوية الماليزية الرحلة 17.